# Балабанов, Михаил Соломонович
Михаил (Самуил) Соломонович Балабанов (псевдоним — М. Дубровский; 10 (22) января 1873 — не ранее 1939) — российский историк и журналист, политический деятель.

## Биография
Родился в Чернигове. Учился в Черниговской и Новгород-Северской гимназиях, с 1892 года — в Киевском университете. Член Союзного совета объединённых студенческих землячеств и организаций, социал-демократических кружков, группы Ю. Мельникова, киевского «Союза борьбы за освобождение рабочего класса». За участие в демонстрации 1897 года по поводу самоубийства в Петропавловской крепости народницы М. Ветровой арестован, исключён из университета. В том же году поступил на юридическое отделение Императорского Новороссийского университета в Одессе (окончил 1898 году).
С 1894 года начал литературную деятельность: первые статьи опубликовал в киевской газете «Жизнь и искусство», журнале «Новое слово» (1899—1900). В 1901—1904 годах жил в Ростове-на-Дону, в 1903—1904 годах — член Донского комитета Российской социал-демократической рабочей партии, редактор «Донской речи». Вместе с И. Мошинским организовал Донецкий союз горнозаводских рабочих, редактор всех изданий Союза. С 1903 года — меньшевик. В 1904—1905 годах жил в Киеве, был сотрудником газет «Киевские отклики», «Киевское слово». С 1905 года — в Санкт-Петербурге, член редакции, секретарь газеты «Начало», объединённого органа «Северный голос» — «Наш голос», сотрудник других меньшевистских изданий: «Отклики современности», «На очереди». С 1906 года — секретарь социал-демократической фракции I Государственной думы. С 1911 года снова в Киеве, сотрудник газеты «Киевская мысль», печатался также в газете «Киевские вести», меньшевистских органах «Наша заря», «Дело» и других.
В 1917—1918 годах — гласный Киевской городской думы, член Киевского и Всеукраинского комитетов РСДРП (меньшевиков), член Украинской Центральной рады и Малой рады, член редколлегии газеты «Знамя труда». В феврале 1920 года по приговору ревтрибунала в Киеве лишён политических прав на время гражданской войны.
Позже — профессор Ленинградского института народного хозяйства. Автор работ по истории рабочего и революционного движений в России. Дальнейшая судьба неизвестна. 
В 1930 году арестован и приговорён к 3 годам политизолятора.
В 1931—1934 годах был доцентом ЛИФЛИ/ЛИЛИ.
18 апреля 1938 года арестован в Ленинграде НКВД по ЛО по обвинению в участии в контрреволюционной меньшевистской организации. 26 июля 1939 года Особым Совещанием при НКВД СССР приговорён к высылке в Казахстан на 5 лет. 3 сентября 1939 года освобождён. Реабилитирован по делу 1939 года Военным Трибуналом Ленинградского военного округа 28 марта 1957 года.

## Псевдонимы
Псевдонимы: Б—в, М.; Б—в, С.; Б—нов, М.; Б—ов, М.; Б—ов, М. и Дан, Ф. — доп.; Дубровский, М.; М. Б.; Сибиряк
Вариант имени: Балабанов Самуил Соломонович

## Семья
- Брат — Владимир (Вольф) Соломонович Балабанов (1856—?), провизор, был женат на купеческой первой гильдии дочери Анне Овсеевне Мандельберг[4][5], сестре меньшевика В. Е. Мандельберга.
- Жена — Роза Маркусовна Балабанова; дочь Лидия (19 августа 1912, Киев — ?)[1].

## Сочинения
- Статья «Промышленность в 1904—07» в сб. «Общественные движения в России в начале XX в.», т. IV, часть 1 и 2, СПб, 1911;
- Нариси з історії робітничого класу в Росії, ч. 1-3. К.-М., 1923-26;
- До історії робітничого руху на Україні. К., 1925;
- История революционного движения в России, ГИЗ Украины, Харьков, 1925;
- Очерки по истории рабочего класса в России, 3 тт., М., 1926.
- От 1905 к 1917 году : массовое рабочее движение — Москва ; Ленинград : Государственное издательство, 1927. — 455 с. : табл.
- Царская Россия XX века: (Накануне революции 1917 года). — Харьков: Пролетарий, 1927. — 239 с.